# Бетані Джой Ленз
Бетані Джой Ленц (англ. Bethany Joy Lenz, раніше Галіоті, нар. 2 квітня 1981, Голлівуд, Флорида, США) — американська акторка, музикантка, режисерка, продюсерка, авторка пісень. Стала відомою завдяки ролям Мішель Бауер Сантос в серіалі «Дороговказне світло» («Guiding Light», 1998⁣—⁣2000) і Гейлі Джеймс Скотт в серіалі «Школа виживання» («One Tree Hill», з 2003 року). Також знаменита завдяки своїй музичній кар'єрі (соло в групі Everly).

## Біографія
Народилася 2 квітня 1981 року в Голлівуді, штат Флорида, в сім'ї Роберта Ленза, вчителя історії та терапевта, і Кеті, начальниці відділу кадрів та підприємиці. Її дід, Джордж Ленз, регулярно виступав на Бродвеї в 1950-х і 1960-х, грав у мюзиклах «Wish You Were Here», «South Pacific» та інших. Ідучи шляхом свого дідуся, Ленц починає свою музичну кар'єру в три роки, виступаючи в Церкві Карпентер в місті Лейкленд, штат Флорида.
У віці чотирьох років Бетані та її родина переїжджають в Арлінгтон, штат Техас, де вона починає ходити в початкову школу Pope Elementary, також Creative Arts Theater and School, займаючись там танцями, вокалом та беручи участь у театральних постановках. У віці семи років вона отримує свою першу роль у «Чарівнику із країни Оз». Три роки по тому грає скаутку в постановці «Убити пересмішника». Після того вона знову переїжджає у віці 13 років в маленьке містечко Риджвуд, Нью-Джерсі, де відвідує християнську академію Готорн протягом шкільних років.

### Акторська кар'єра
Уже з 12 років почала працювати актрисою. Першою її серйозною роботою можна вважати рекламу тінейджерського серіалу «Swans Crossing» (там знімалася Сара Мішель Геллар). Також із цього віку Бетані часто грала головні ролі на сцені в таких постановках, як «Ені», «Попелюшка» та «Циганка: Музична казка».
У віці 13 років вона переїхала з батьками до Нью-Джерсі, де відвідувала Готорнську християнську академію і на прослуховування для телевізійних проектів. Багато знімалася в рекламі (вафлі Eggo, Dr Pepper та інші). Навчаючись на другому році старшої школи, вона отримала свою першу роль у фільмі. Її гра у фільмі Стівена Кінга отримала позитивні відгуки у критиків. У березні 1998 року, у віці 17 років, Галеоті отримала 9-серійну роль клону в серіалі каналу CBS «Дороговказне світло». Її гра знову приємно вразила глядачів і критиків, тому вона отримала більш тривалу роль Мішель Бауер Санчос.

### Музична кар'єра
Працюючи в серіалі «Дороговказне світло», вона випустилася з Готорнської старшої школи в Нью-Джерсі в 1999 році й тоді ж отримала роль Роуз у фільмі для телебачення «Мері і Ронда», який знову звів разом актрис Мері Тайлер Мур і Валері Харпер, що зіграли відповідно Мері й Ронду. До того часу Бетані довелося суміщати роль дочки героїні Мері Тайлер Мур і виступ у шоу Foxy Ladies Love / Boogie 70's Explosion. Крім того, вона встигла знятися в кількох пілотних серіях, зігравши дочку героя актора Пола Сорвіно і в серіалі каналу WB «1972».
У жовтні 2000 року, коли її дворічний контракт завершився, Джой вирішила залишити роль Мішель Бауер Санчос. Вона переїхала з Нью-Йорка до Лос-Анджелеса, де виступала у виставі «Аутсайдери» («The Outsiders») і стала запрошеною зіркою в таких серіалах, як ситком «Off Centre», містичний серіал «Усі жінки — відьми», драма «Щастя» (Felicity) і комедія «Можливо, це я» (Maybe It's Me).
У 2002 році Бетані приєдналася до акторського складу фільму «Добийся успіху знову» в ролі Марні Поттс. Водночас Interview Magazine в січні включив Бетані в список «Висхідні зірки».
У 2003 році, у віці 22 років, Ленц пройшла кастинг у телевізійний серіал «Школа виживання». Вона пробувалася на ролі Брук Девіс і Хейлі Джеймс, у результаті отримавши останню, і почала грати сусідську дівчину, яка є найкращою подругою Лукаса Скотта (актор Чед Майкл Мюррей) і дружиною Нейтана Скотта (актор Джеймс Лафферті).
Поки вона знімалася у «Школі виживання», їй надійшла пропозиція зіграти красуню Белль у бродвейському мюзиклі «Красуня і Чудовисько», але графік сильно перетинався зі зйомками серіалу.

### Особисте життя
31 грудня 2005 року Ленц одружилася з колишнім учасником гурту Enation, клавішником Майклом Галеоті.
23 лютого 2011 року народила доньку, Марію Розу Галеоті. 
У березні 2012 року оголосила, що розлучається з чоловіком після шести років шлюбу. Попри розлучення, вони підтримують добрі стосунки. Вона і її дочка живуть у Лос-Анджелесі, штат Каліфорнія.

### Філантропія
Ленц активно підтримує міжнародну організацію з прав людини, Love146, в основному шляхом соціальних медіа. 
12 червня 2011 року Ленц розкрила деталі свого нового проєкту (інтернет-бутік Lark), продажу одягу з оригінальним дизайном від Бетані Джой Ленц, усі доходи від якого йдуть на користь Love146, To Write Love On Her Arms, а також Reading is Fundamental.

## Фільмографія
| Рік       |    | Українська назва                      | Оригінальна назва              | Роль                |
| --------- | -- | ------------------------------------- | ------------------------------ | ------------------- |
| 1992      | ф  |                                       | Psalty's Salvation Celebration | Шеллі Барнс         |
| 1996      | ф  | Той, що худне                         | Thinner                        | Лінда Геллек        |
| 1998      | с  |                                       | 1973                           | Ліза                |
| 1998—2000 | с  | Дороговказне світло                   | Guiding Light                  | Мішель Бауер Сантос |
| 2000      | тф | Мері і Рода                           | Mary and Rhoda                 | Роуз Кронін         |
| 2001      | с  | Усі жінки — відьми                    | Charmed                        | леді Джулія         |
| 2001      | с  | Фелісіті                              | Felicity                       | Гретхен             |
| 2001      | с  | Не в центрі                           | Off Centre                     | Гізер               |
| 2002      | с  | Можливо, це я                         | Maybe It's Me                  | продавчиня          |
| 2003      | с  | Захисник                              | The Guardian                   | Клер Стасяк         |
| 2003—2012 | с  | Школа виживання                       | One Tree Hill                  | Гейлі Джеймс Скотт  |
| 2004      | ф  | Добийся успіху знову                  | Bring It On Again              | Марні Поттс         |
| 2010      | с  | Життя непередбачуване                 | Life Unexpected                | Гейлі Джеймс Скотт  |
| 2011      | ф  |                                       | Just Yell Fire: Campus Life    | сама себе           |
| 2013      | с  | CSI: Місце злочину                    | CSI: Crime Scene Investigation | Дарсі Блейн         |
| 2013      | с  | Декстер                               | Dexter                         | Кессі Джолленстон   |
| 2013      | с  | Чоловіки в справі                     | Men at Work                    | Мег                 |
| 2013      | с  |                                       | Sock Monkee Therapy            | Голлі               |
| 2014      | тф | Різдвяна таємниця                     | The Christmas Secret           | Крістін Айслі       |
| 2016      | с  | Агенти Щ.И.Т.                         | Agents of S.H.I.E.L.D.         | Стефані Малік       |
| 2016      | с  | Американська готика                   | American Gothic                | Ейпріл              |
| 2017      | ф  | Вимагання                             | Extortion                      | Джулі Райлі         |
| 2017      | с  | Колонія                               | Colony                         | Морган              |
| 2017      | тф | Різдво в засніженому готелі           | Snowed-Inn Christmas           | Дженна Гадсон       |
| 2018      | с  | Анатомія пристрасті                   | Grey's Anatomy                 | Дженні              |
| 2018      | тф | Різдвяна пуансетія                    | Poinsettias for Christmas      | Еллі Палмер         |
| 2018      | тф | Королівська сваха                     | Royal Matchmaker               | Кейт Глісон         |
| 2019      | тф | Розлито з любов'ю                     | Bottled with Love              | Еббі Лоуренс        |
| 2019      | с  | Пірсон                                | Pearson                        | Кері Аллен          |
| 2020      | ф  | Постріл наосліп                       | Blindfire                      | Джен                |
| 2020      | тф | П'ятизіркове Різдво                   | Five Star Christmas            | Люсі Ралстон        |
| 2020      | тф | Якраз у моєму смаку                   | Just My Type                   | Ванесса Сіллз       |
| 2020      | тф | Возз'єднання у День Святого Валентина | A Valentine's Match            | Наталі Сіммонс      |
| 2021      | тф | Незвичайне Різдво                     | An Unexpected Christmas        | Емілі               |
| 2022      | ф  | Холодна річка                         | So Cold the River              | Еріка Шоу           |
| 2022      | с  | Добра Сем                             | Good Sam                       | Емі Тейлор          |
| 2023      | тф | Різдво в Білтморі                     | A Biltmore Christmas           | Люсі Гардгроув      |
| 2024      | тф | Смак Парижу                           | Savoring Paris                 | Елла                |